# Hilara cantabrica
Hilara cantabrica är en tvåvingeart som beskrevs av Gabriel Strobl 1899. I den svenska databasen Dyntaxa används istället namnet Hilara lundbecki. Hilara cantabrica ingår i släktet Hilara och familjen dansflugor. Arten är reproducerande i Sverige. Inga underarter finns listade i Catalogue of Life.